# Notiobiella subolivacea
Notiobiella subolivacea är en insektsart som beskrevs av Nakahara 1915. Notiobiella subolivacea ingår i släktet Notiobiella och familjen florsländor. Inga underarter finns listade i Catalogue of Life.